# Maple Grove (hrabstwo Shawano)
Maple Grove – miasto w Stanach Zjednoczonych, w stanie Wisconsin, w hrabstwie Shawano.